# Lomografija
Lomografija je bunt protiv standardnih pravila fotografije od kojih su neka paziti na fokus, ekspoziciju, svjetlomer, zlatni presek i nameštanje kadra. U kratko vreme skupila je mnoštvo obožavatelja. Nekima omražena, nekima omiljena lomografija danas nije samo podvrsta fotografije ili način izražavanja, već način života.

## Istorija
Matijas Fiegl i Volfgang Štranciger su 1991. godine studirali su u Beču, te su poželeli zabeleže atmosferu svojih studentskih provoda. Matijas je tom prilikom doneo mali ruski fotoaparat marke LOMO LC-A koji je kupio na ulicama Praga. Rezultat je bio živopisan, efektan i bajkovit, a osim fotografija razvila se i nova vrsta fotografske umetnosti zvana lomografija. Za LOMO fotoaparat prvo se zainteresiralo mnoštvo njihovih prijatelja, a ubrzo ih je počelo nazivati i po desetak ljudi dnevno. Gradom je zavladala prava LOMO groznica, pa su Matias i Volfgang došli na ideju organizovanja izložbe koja bi se temeljila na LOMO fotografijama.
Ipak, pre svega morali su osnovati LOMO zajednicu koju su finansirali naplaćivanjem članarina u obliku fotoaparata. Uskoro je postao problem švercati aparate iz Rusije, pa su morali da potraže neko drugo rešenje. Put u Rusiju doveo ih je do fabrike gde su se proizvodili LOMO aparati i sa čijim su vlasnikom kasnije započeli saradnju. Problem je bio u tome što je baš tada proizvodnja LOMO fotoaparata trebala da bude obustavljena, jer je potražnja bila slaba, a proizvođaču se nije isplatilo da prodaje fotoaparat po ceni manjoj od proizvodne.
Nakon niza potezanja i pregovaranja bečkih lomografa i Rusa, čelnici fabrike LOMO odlučili su nastaviti proizvodnju. Veliku ulogu u tome imao je tadašnji zamenik gradonačelnika Sankt Peterburga, kum lomografije – Vladimir Putin. Tako su, preko trnja do zvezda, očevi lomografije postali glavni distributeri LOMO-LC fotoaparata u celom svetu.
Njena svrha nije napraviti vrhunsku fotografiju noseći sa sobom što više skupe opreme, već je suština zabeležiti trenutak na što neobičniji način što nekvalitetnijom kamerom. Cilj je izraziti kreativnost, obratiti pažnju na detalje koje čine našu svakodnevicu, te napraviti malu stvar iz velike i obrnuto. Lomografija nije samo podvrsta fotografije već i način života o čemu nam govori i deset pravila lomografije.
- kameru uzmi uvek sa sobom, gde god pošao
- koristi je bilo kad – danju ili noću
- lomografija nije smetnja u tvom životu, već deo tvog života
- probaj okidati s boka
- objektima tvoje lomografske želje priđi čim bliže
- ne razmišljaj (Vilijam Firebrace)
- budi brz
- ne moraš znati unaprijed što ćeš snimiti na film
- ne moraš znati nakon razvijanja šta je na filmu snimljeno
- ne brini oko ikakvih pravila.

Čar lomografije je u korištenju filmova kojima je prošao rok, razvijanju negativa u otopinama koje za njih nisu predviđene i u nekvalitetnim fotoaparatima poput Smene, Lubitela, Holge ili Diane, načinjenima od plastike koji u najboljem slučaju propuštaju svetlo na film i time daju poseban efekt fotografijama.

## Modeli
- - a 35 mm analogna filmska kamera
- - 110 film
- - 110 film
- Konstruktor - „uradi sam“ 35 mm SLR kamera

## Foto galerija
- Riblje oko 2
- Aparat LOMO LC-A iz 1988.
- Riblje oko, fotografija Vakajama zamka
- Pogled na zgrade u centru Los Anđelesa.

## Spoljašnje veze
- Zvanični veb-sajt
- 2012